# Sinfonia n. 12 (Mozart)
La Sinfonia n. 12 in Sol maggiore K 110/75b di Wolfgang Amadeus Mozart, fu composta a Salisburgo nell'estate del 1771. Fu quindi completata subito prima del secondo viaggio di Mozart in Italia, che si sarebbe svolto tra agosto e dicembre 1771.

## Struttura
La sinfonia prevede quattro movimenti, il primo dei quali (Allegro) è il più lungo che Mozart avesse mai scritto fino a quel momento. L'opera costituisce la prima di una serie di composizioni "dipinte su una tela più grande, raggiungendo una maggiore ricerca individuale rispetto agli esuberanti brani precedenti".
La strumentazione consiste in: due oboi, due corni, due fagotti, due flauti, archi e basso continuo.
I movimenti sono i seguenti:
- 1. Allegro, 3/4
- 2. Andante, 2/2
- 3. Minuetto e Trio, 3/4
- 4. Allegro, 2/4

Il Minuetto presenta un canone tra gli archi, con intervallo di una singola battuta. È abbastanza probabile che Mozart avesse attinto questa tecnica dalla sinfonia n. 23 di Joseph Haydn del 1764 (anch'essa in Sol maggiore).

## Prima esecuzione
È probabile che la prima esecuzione si sia tenuta durante un concerto in cui si esibirono Leopold e Wolfgang Amadeus nella residenza di Albert Michael von Mayr, il 22 o 23 novembre 1771. Lo stesso concerto potrebbe aver visto la prima della sinfonia n. 13.
Altre fonti danno la prima assoluta l'8 novembre nella residenza del conte Carlo Giuseppe di Firmian alla presenza di Johann Adolf Hasse.